# Довгань Сергій Михайлович
Сергій Михайлович Довгань (22 лютого 1976, с. Клебань Тульчинського району Вінницької області) — український художник. Працює у жанрах станкового та монументального живопису, графіки.

## Біографічна довідка
Закінчив Миколаївську філію Київського національного університету культури і мистецтв за спеціальністю декоративно-прикладне мистецтво (педагог — Г.І. Іваніцька). 
Член Вінницької обласної організації Національної спілки художників України з 2013 року.